# Schwadermühle (Cadolzburg)

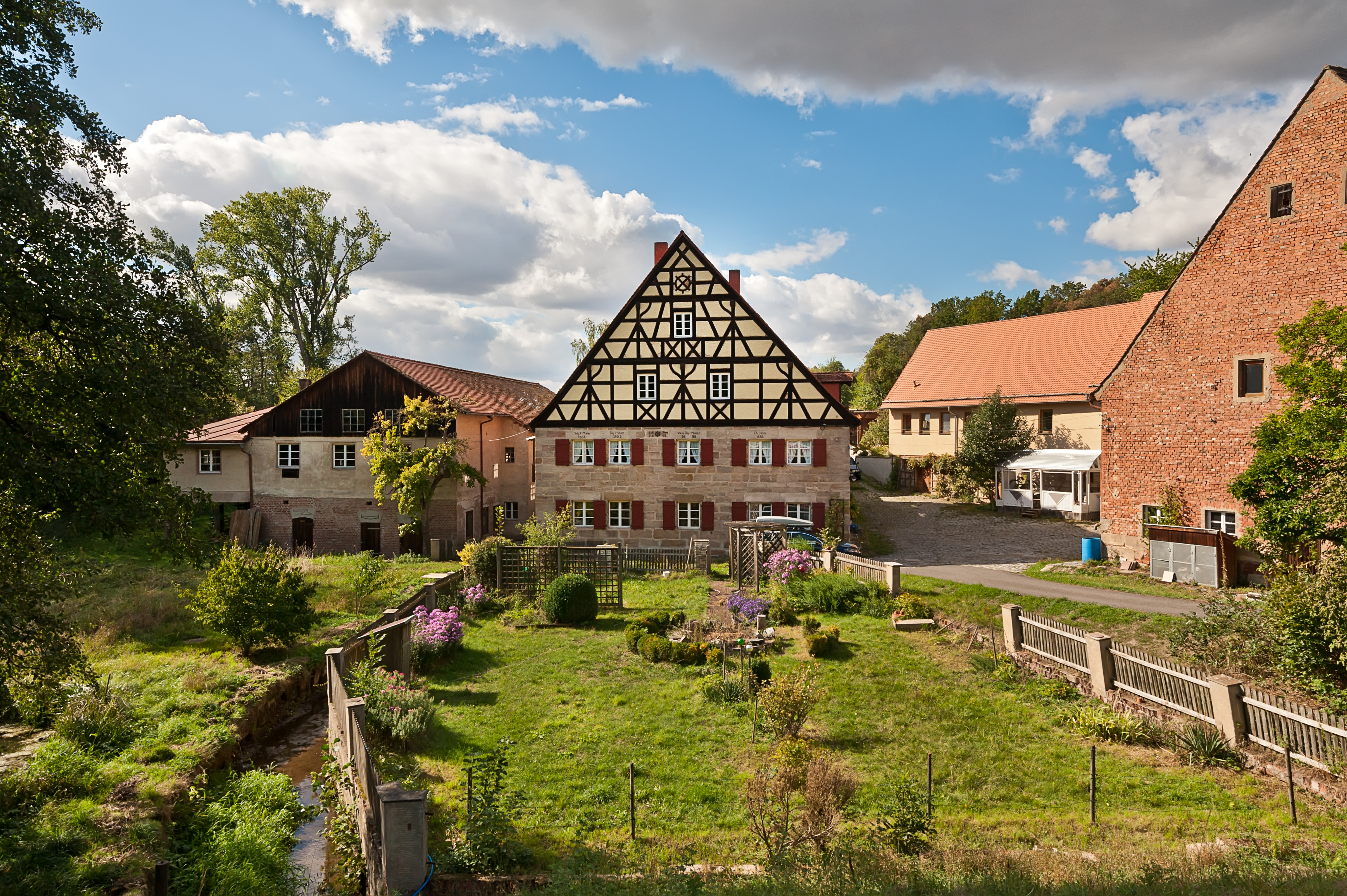
Schwadermühle

Schwadermühle (fränkisch: Schwohdea-mil) ist ein Gemeindeteil des Marktes Cadolzburg im Landkreis Fürth (Mittelfranken, Bayern). Schwadermühle liegt in der Gemarkung Roßendorf.

## Geografie
Die Einöde liegt am Farrnbach. Im Norden grenzt das Gewerbegebiet Schwadermühle an. Die Staatsstraße 2409 führt nach Cadolzburg (1,6 km südlich) bzw. zu einer Anschlussstelle der Bundesstraße 8 bei Seukendorf (1,5 km nordöstlich). Die Kreisstraße FÜ 2 führt nach Seckendorf (1,4 km nordwestlich).

## Geschichte
Der Ort wurde im Urbar der Burggrafschaft Nürnberg, das um 1370 entstanden ist, als „Swadermuel“ erstmals urkundlich erwähnt. Das Bestimmungswort des Ortsnamens ist das mittelhochdeutsche Wort „swaderer“ (= Schwätzer) und soll wohl das „geschwätzige“ Plätschern des Wassers beschreiben.
Gegen Ende des 18. Jahrhunderts gehörte Schwadermühle zur Realgemeinde Greimersdorf. Die Mühle hatte das brandenburg-ansbachische Kastenamt Cadolzburg als Grundherrn. Unter der preußischen Verwaltung (1792–1806) des Fürstentums Ansbach erhielt die Schwadermühle die Hausnummer 12 des Ortes Greimersdorf.
Von 1797 bis 1808 unterstand der Ort dem Justiz- und Kammeramt Cadolzburg. Im Rahmen des Gemeindeedikts wurde Schwadermühle dem 1808 gebildeten Steuerdistrikt Steinbach zugeordnet. Es gehörte der im selben Jahr gegründeten Ruralgemeinde Roßendorf an.
Am 1. Juli 1972 wurde Roßendorf mit der Schwadermühle im Zuge der Gebietsreform in Bayern nach Cadolzburg eingemeindet.

### Baudenkmäler
- Haus Nr. 1: Wohn- und Mühlengebäude[10]
- Brücke[10]

### Einwohnerentwicklung
| Jahr      | 001818 | 001840 | 001861 | 001871 | 001885 | 001900 | 001925 | 001950 | 001961 | 001970 | 001987 |
| Einwohner | 15     | 11     | *      | 6      | 9      | 7      | 12     | 18     | 5      | 9      | 5      |
| Häuser    | 2      | 2      |        |        | 2      | 2      | 2      | 2      | 2      |        | 1      |
| Quelle    | [ 12 ] | [ 13 ] | [ 14 ] | [ 15 ] | [ 16 ] | [ 17 ] | [ 18 ] | [ 19 ] | [ 20 ] | [ 21 ] | [ 1 ]  |

## Religion
Der Ort ist seit der Reformation evangelisch-lutherisch geprägt und bis heute nach St. Cäcilia (Cadolzburg) gepfarrt. Die Einwohner römisch-katholischer Konfession sind nach St. Otto (Cadolzburg) gepfarrt.